# Björn Svartbeck
Karl Björn Teodor Svartbeck, född 22 december 1937, död 22 november 2012, var en svensk jurist som var lagman i Trelleborgs tingsrätt från 1987 till 2003.
Svartbeck utnämndes 15 februari 1979 till rådman i Malmö tingsrätt. Han utnämndes 20 augusti 1987 till lagman i Trelleborgs tingsrätt.